# أفريكان إكسبريس
أفريكان إكسبريس هي شركة طيران كينية، أنشئت في عام 1986، وتتخذ من مطار جومو كينياتا الدولي في نيروبي مركزاً لعملياتها.

## الأسطول
| الطائرات                 | العدد |
| ------------------------ | ----- |
| بومباردييه سي آر جيه 200 | 1     |
| ماكدونل دوغلاس دي سي-9   | 1     |
| ماكدونل دوغلاس إم دي-82  | 2     |
| المجموع                  | 4     |